# Passiflora ligularis
Passiflora ligularis Juss. è una pianta erbacea della famiglia Passifloraceae originaria della regione andina compresa tra Bolivia e Venezuela.

## Descrizione

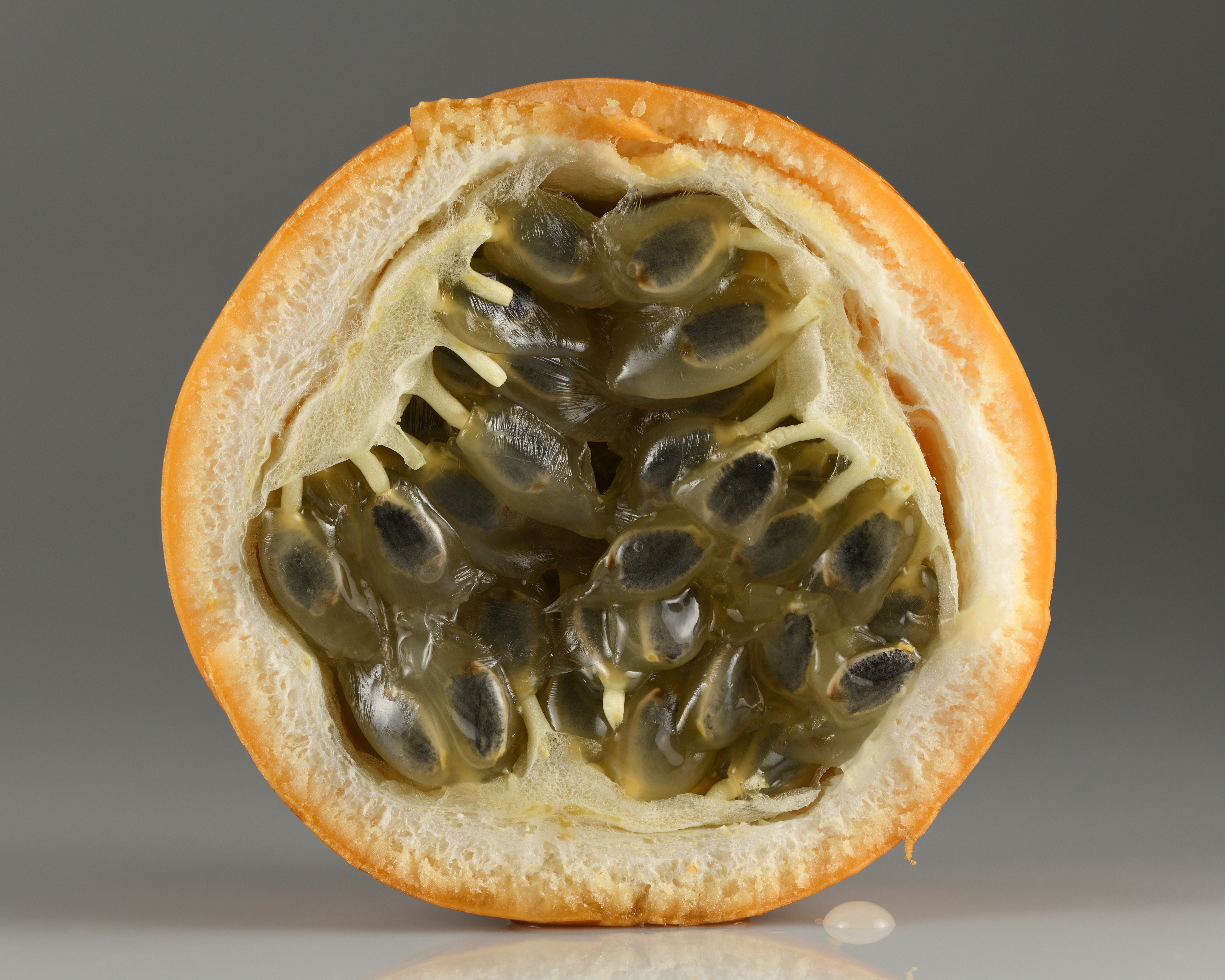
Sezione del frutto

È una pianta rampicante di aspetto vigoroso, con foglie a forma di cuore con apice appuntito. 
I fiori, solitari e grandi, hanno petali verdi e bianchi, con filamenti a righe bianco-viola. 
Il frutto, noto come granadilla, ha colore arancione chiaro ed è piuttosto rotondo, con buccia dura e piccoli semi avvolti da una polpa trasparente e mucillaginosa, dolce, subacida e di delizioso aroma.

## Distribuzione e habitat
Il fruttifero è originario dei paesi andini a latitudine prossima all'Equatore, ma è coltivata dal Messico al nord dell'Argentina. Meno frequente negli altri continenti, è comunque sporadicamente presente anche nel sud dell'Asia, nell'Africa ed in alcune aree dell'Australia.
P. ligularis, essendo originaria delle medie altitudini (1500-2500 metri) a latitudine prossima all'Equatore, richiede clima molto mite. Soffre nei bassopiani afosi dell'Equatore mentre alla latitudine dei tropici può morire se sottoposta a sporadiche ondate di freddo, ma anche di caldo intenso. Le temperature medie dovrebbero oscillare tra 15° e 19° gradi, con estremi assoluti notturni e diurni tra 5° e 29°.

## Nomi comuni
Nei luoghi d'origine il suo nome varia tantissimo: "granada china" (Messico), "granadilla" (Ande), "granadita", "granadilla común" (Guatemala), "granadilla de China", "parchita amarilla", "parcha dulce".